# Caumont (Gers)
Caumont (gaskognisch: gleicher Name) ist eine französische Gemeinde mit 103 Einwohnern (Stand 1. Januar 2022) im Département Gers in der Region Okzitanien; sie gehört zum Arrondissement Mirande.

## Geografie
Caumont liegt rund 13 Kilometer östlich der Kleinstadt Aire-sur-l’Adour im Westen des Départements Gers. Die Rebflächen in der Gemeinde sind Teil des Weinbaugebietes Côtes de Saint-Mont. Die wichtigsten Gewässer sind die Bäche La Prune, Le Jarras und Pesqué sowie zahlreiche Staubecken und kleine Teiche. Wichtigste überregionale Verkehrsverbindung ist die wenige Kilometer westlich der Gemeinde verlaufende Autoroute A65 (Teil der Europastraße 7). In Saint-Germé befindet sich die nächstgelegene Bushaltestelle (Buslinie 940 Mont-de-Marsan – Aire-sur-l’Adour – Tarbes). 
Umgeben wird Caumont von den Nachbargemeinden Saint-Griède im Norden, Saint-Martin-d’Armagnac im Nordosten, Maulichères im Osten, Tarsac im Südosten und Süden,  Saint-Germé im Südwesten sowie Lelin-Lapujolle im Nordwesten. 

## Geschichte
Die Gemeinde lag in der Gascogne und gehörte dort zur Region Bas-Armagnac. Von 1793 bis 1801 gehörte Caumont zum Distrikt Nogaro, von 1793 bis 1801 und von 1802 bis 2015 zum Wahlkreis (Kanton) Riscle. 1801 bis 1802 war sie dem Kanton Barcelonne zugeteilt.

## Bevölkerungsentwicklung
| Jahr                       | 1962 | 1968 | 1975 | 1982 | 1990 | 1999 | 2006 | 2012 | 2020 |
| Einwohner                  | 144  | 128  | 98   | 108  | 102  | 103  | 122  | 118  | 103  |
| Quellen: Cassini und INSEE |      |      |      |      |      |      |      |      |      |

## Sehenswürdigkeiten
- Kirche Saint-Sernin
- zwei Kreuze an der Kirche
- Wasserturm

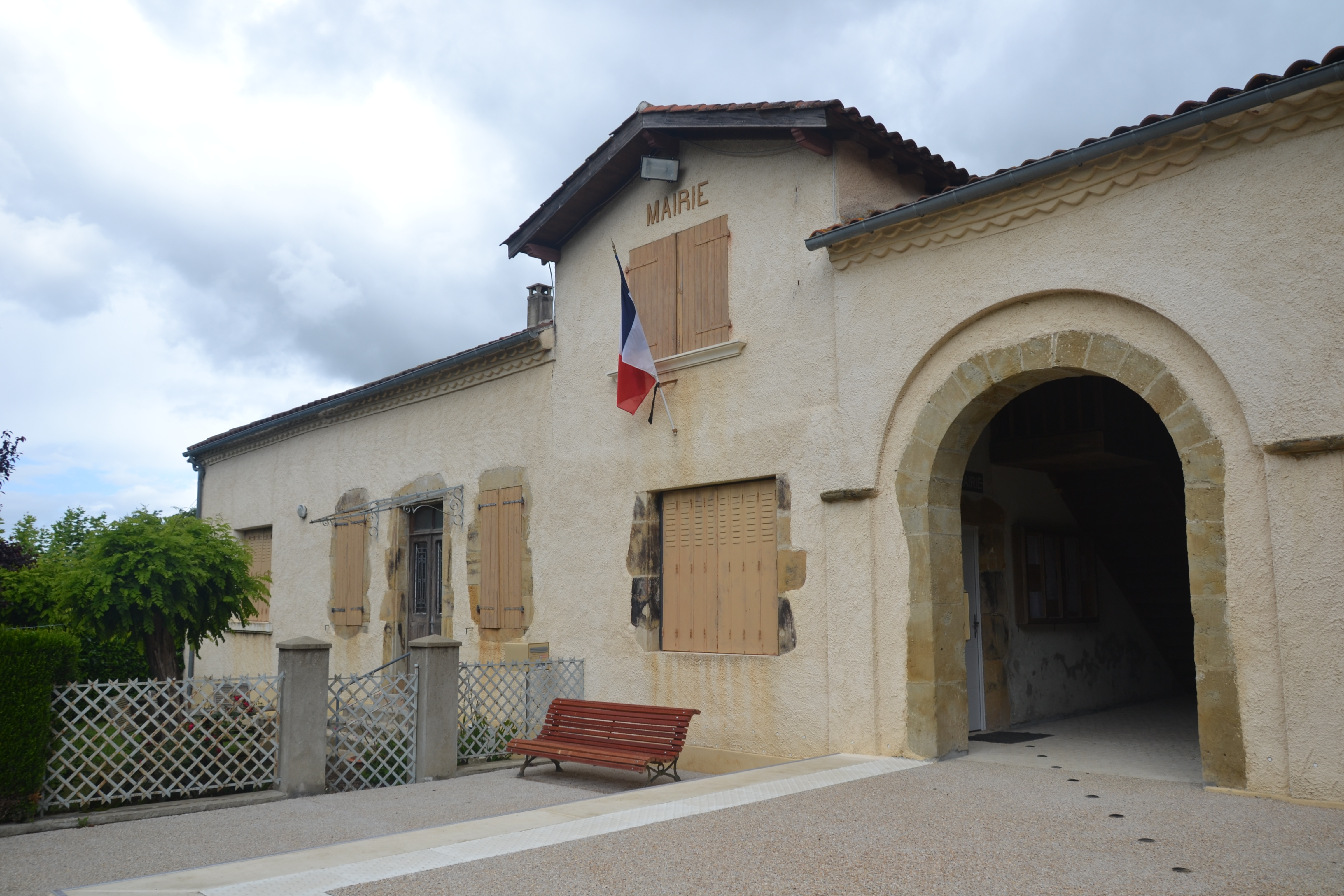
Mairie (Rathaus) von Caumont
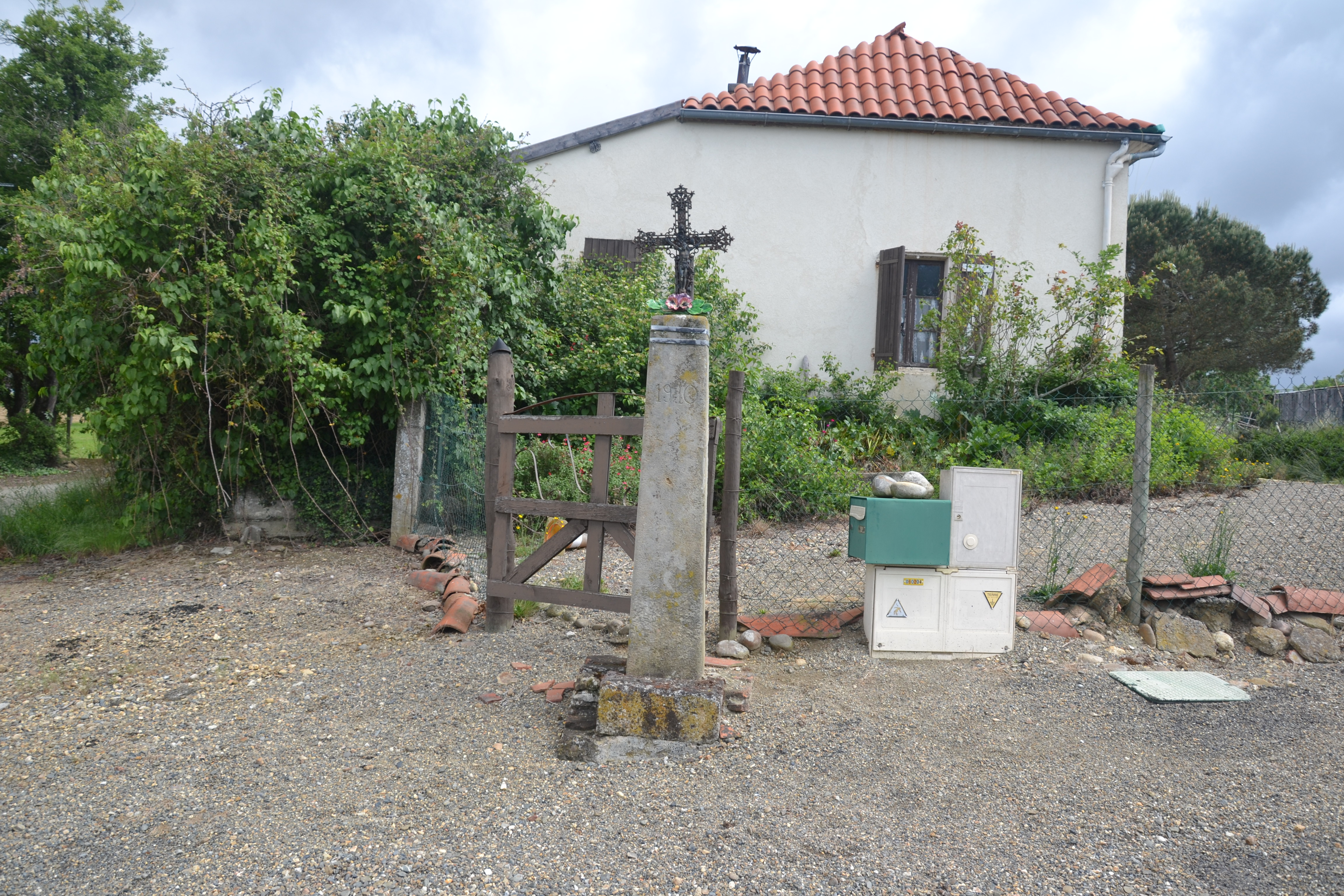
Kreuz
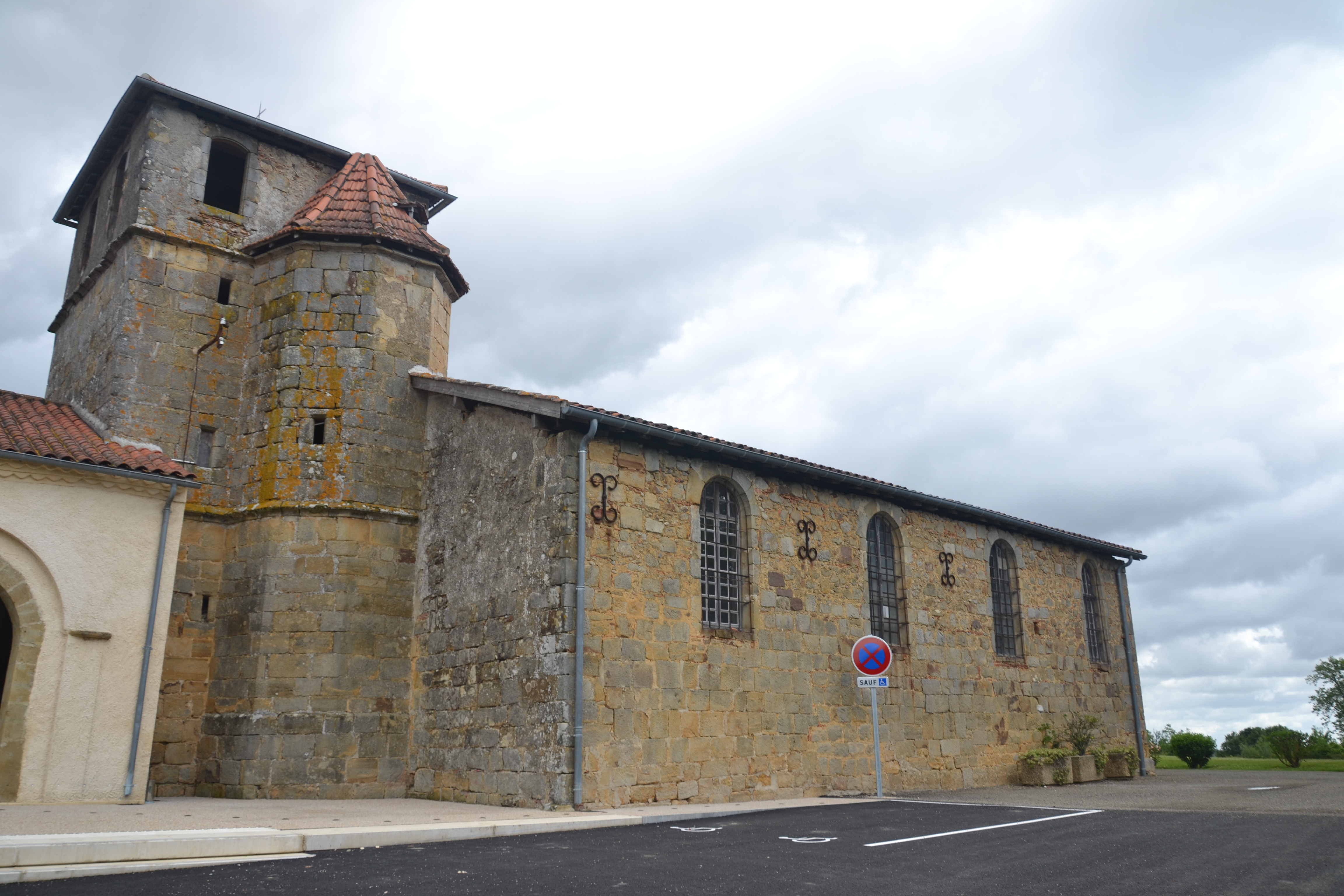
Kirche Sain-Sernin